# Veneno para las hadas
Veneno para las hadas és una pel·lícula mexicana d'horror de 1986 escrita i realitzada per Carlos Enrique Taboada. És una de les últimes pel·lícules que va dirigir ja que després es va dedicar principalment a escriure per a altres directors i a fer treballs televisius.
L'obra de Taboada va estar molt lligada al gènere d'horror, Verí per a les fades és potser la seva obra millor reeixida del gènere. Abans havia realitzat Más negro que la noche, El libro de piedra i Hasta el viento tiene miedo, que van aconseguir major popularitat, no obstant això la crítica va rebre millor Veneno para las hadas. La pel·lícula va ser filmada en 1984 però estrenada en 1986.

## Repartiment
- Ana Patricia Rojo.... Verónica
- Elsa María Gutiérrez.... Flavia
- Leonor Llausás.... La Bruixa
- Araceli de León.... Nana
- María Santander.... Miss Aragón
- Laura Almela.... Claudia
- Arturo Beristáin.... Pare de Flavia
- Anna Silvetti.... Mare de Flavia

## Locacions
Les locaciones van consistir en la seva majoria en grans cases d'estil colonial, habitades principalment per famílies acomodades de la Ciutat de Mèxic, com la família de la protagonista de la història. Per això mateix es van utilitzar els següents llocs, la majoria d'ells en la Ciutat de Mèxic:
- Colonia Condesa,Ciutat de Mèxic
- Colonia del Valle,Ciutat de Mèxic
- Lomas de Chapultepec,Ciutat de Mèxic
- Estudios Churubusco Azteca,Ciutat de Mèxic
- Laguna de Acuitlapilco, Tlaxcala, México
- Escuela Superior de Música del INBA, plantel Fernández Leal; México D.F., México
- Instituto Centro Unión, a Coyoacán
- Ex convento de San Francisco Tepeyanco, Tlaxcala

## Trama
Els relats de bruixes que li conta la seva nana desperten la imaginació de la petita Verónica, qui presumeix que ella mateixa és una bruixa davant la nena nova del col·legi, Flavia. Davant la incredulitat de la seva amiga, Verónica aprofita una sèrie de circumstàncies fortuïtes per a convèncer-la que ha estat ella qui les ha provocat, valent-se de les seves arts màgiques. Això desperta por en Flavia a qui Verónica manipula fent-li acatar les seves ordres, amenaçant-la amb fer-li mal amb una bruixeria. La innocència d'aquests jocs adquireix un caire macabre, quan Verónica insisteix que Flavia la convidi a unes vacances en el ranxo de la seva família, on podrà preparar un verí per a les fades.
Una vegada en el ranxo de la família de Flavia, Verónica comença amb el seu pla per a preparar el verí per a les fades, arrossegant a Flavia en les seves accions. El final de la pel·lícula resulta una miqueta macabre perquè Verónica es troba en la part alta de l'estable del ranxo preparant el verí per a les fades i Flavia està en la part de baix observant-la. Flavia lleva l'escala (pel que Verónica no podrà baixar de la part alta) i cala foc a l'estable, això perquè al principi de la pel·lícula el seu pare li conta que en l'antiguitat les bruixes eren cremades en la foguera, agafa el seu petit gosset entre els seus braços que anteriorment Verónica li havia arrabassat mitjançant un jurament i marxa lentament de l'estable mentre Verónica crida aterrida davant el seu imminent i aterridor final.

## Estil
Aquesta pel·lícula és particularment interessant per estar filmada gairebé íntegrament des del punt de vista de les dues nenes protagonistes. La posició de càmera es manté al nivell dels ulls de les nenes, i els enquadraments impedeixen que vegem als adults que apareixen en la història íntegrament, escoltant-los com a veus fora de quadre o donant l'esquena a l'espectador.

## Premis i reconeixements
- A la XXVIII edició dels Premis Ariel i foren adjudicats:[5]
  - Ariel d'Or per Carlos Enrique Taboada.
  - Ariel de Plata a la Millor pel·lícula per Carlos Enrique Taboada.
  - Ariel de Plata a la Millor Fotografia per Lupe García.
  - Ariel de Plata a la Millor Direcció per Carlos Enrique Taboada.
  - Ariel de Plata a la Millor Edició per Carlos Savage.
  - Ariel de Plata a la Millor Música de Fons per Carlos Jiménez Mabarak.
  - "Deessa de Plata" de PECIME, a la millor actuació infantil per Ana Patricia Rojo
  - "Bochica d'Or" del Festival Internacional de Cinema de Colòmbia, millor actuació infantil per Ana Patricia Rojo.

- Premis Ariel que van quedar en nominació:
  - Ariel de Plata a la Millor Actuació Femenina per Elsa María Gutiérrez.
  - Ariel de Plata a la Millor Actuació Femenina per Ana Patricia Rojo.
  - Ariel de Plata a la Millor Argument Original per Carlos Enrique Taboada.
  - Ariel de Plata a la Millor Guió Cinematogràfic per Carlos Enrique Taboada.
  - Ariel de Plata a la Millor Ambientació per a Enrique Ramírez.